# Ivoorkust op de Olympische Zomerspelen 2024
Ivoorkust nam deel aan de Olympische Zomerspelen 2024 in Parijs.

## Medailleoverzicht
| Medaille | Naam                | Sport     | Onderdeel               | Datum            |
| -------- | ------------------- | --------- | ----------------------- | ---------------- |
| Brons    | Cheick Sallah Cissé | Taekwondo | Zwaargewicht +80 kg (m) | 10 augustus 2024 |

## Aantal deelnemers
Hieronder volgt een overzicht van de atleten die zich kwalificeerden voor de Olympische Zomerspelen van 2024.
| Sport     | Mannen | Vrouwen | Totaal |
| --------- | ------ | ------- | ------ |
| Atletiek  | 2      | 3       | 5      |
| Judo      | 0      | 1       | 1      |
| Schermen  | 1      | 1       | 2      |
| Taekwondo | 1      | 2       | 3      |
| totaal    | 4      | 7       | 11     |

## Deelnemers en resultaten

### Atletiek

#### Loopnummers
Mannen
| atleet          | onderdeel | voorronde | voorronde | series | series | herkansingen | herkansingen | halve finale   | halve finale   | finale         | finale         |
| atleet          | onderdeel | tijd      | rang      | tijd   | rang   | tijd         | rang         | tijd           | rang           | tijd           | rang           |
| --------------- | --------- | --------- | --------- | ------ | ------ | ------------ | ------------ | -------------- | -------------- | -------------- | -------------- |
| Arthur Cissé    | 100 m     | bye       | bye       | 10,31  | 6      | n.v.t.       | n.v.t.       | niet geplaatst | niet geplaatst | niet geplaatst | niet geplaatst |
| Cheickna Traore | 200 m     | n.v.t.    | n.v.t.    | 20,54  | 6 H    | DNS          | DNS          | niet geplaatst | niet geplaatst | niet geplaatst | niet geplaatst |

Vrouwen
| atleet                                                                     | onderdeel | voorronde | voorronde | series   | series | herkansingen   | herkansingen   | halve finale   | halve finale   | finale         | finale         |
| atleet                                                                     | onderdeel | tijd      | rang      | tijd     | rang   | tijd           | rang           | tijd           | rang           | tijd           | rang           |
| -------------------------------------------------------------------------- | --------- | --------- | --------- | -------- | ------ | -------------- | -------------- | -------------- | -------------- | -------------- | -------------- |
| Marie-Josée Ta Lou                                                         | 100 m     | bye       | bye       | 10,81    | 1 Q    | bye            | bye            | 11,01          | 2 Q            | 13,84          | 8              |
| Marie-Josée Ta Lou                                                         | 200 m     | n.v.t.    | n.v.t.    | DNS      | DNS    | niet geplaatst | niet geplaatst | niet geplaatst | niet geplaatst | niet geplaatst | niet geplaatst |
| Jessika Gbai                                                               | 200 m     | n.v.t.    | n.v.t.    | 22,61    | 2 Q    | bye            | bye            | 22,36 PB       | 3 q            | 22,70          | 8              |
| Maboundou Koné                                                             | 200 m     | n.v.t.    | n.v.t.    | 22,87 SB | 4 H    | 22,89          | 1 Q            | 22,65 SB       | 5              | niet geplaatst | niet geplaatst |
| Maboundou Koné                                                             | 100 m     | bye       | bye       | 11,17    | 4      | n.v.t.         | n.v.t.         | niet geplaatst | niet geplaatst | niet geplaatst | niet geplaatst |
| Murielle Ahouré-Demps Jessika Gbai Maboundou Koné Marie Josée Ta Lou-Smith | 4x100 m   | n.v.t.    | n.v.t.    | DSQ      | DSQ    | n.v.t.         | n.v.t.         | n.v.t.         | n.v.t.         | niet geplaatst | niet geplaatst |

### Judo
Vrouwen
| atlete           | onderdeel | eerste ronde         | tweede ronde         | derde ronde          | kwartfinale          | halve finale         | herkansing           | finale / BM          | finale / BM    |
| atlete           | onderdeel | tegenstander uitslag | tegenstander uitslag | tegenstander uitslag | tegenstander uitslag | tegenstander uitslag | tegenstander uitslag | tegenstander uitslag | rang           |
| ---------------- | --------- | -------------------- | -------------------- | -------------------- | -------------------- | -------------------- | -------------------- | -------------------- | -------------- |
| Zouleiha Dabonne | −57kg     | n.v.t.               | Aminova V 00 - 10    | niet geplaatst       | niet geplaatst       | niet geplaatst       | niet geplaatst       | niet geplaatst       | niet geplaatst |

### Schermen
Mannen
| atleet          | onderdeel | eerste ronde         | tweede ronde         | derde ronde          | kwartfinale          | halve finale         | finale / BM          | finale / BM    |
| atleet          | onderdeel | tegenstander uitslag | tegenstander uitslag | tegenstander uitslag | tegenstander uitslag | tegenstander uitslag | tegenstander uitslag | rang           |
| --------------- | --------- | -------------------- | -------------------- | -------------------- | -------------------- | -------------------- | -------------------- | -------------- |
| Jérémy Keryhuel | floret    | bye                  | Massiales V 3 - 15   | niet geplaatst       | niet geplaatst       | niet geplaatst       | niet geplaatst       | niet geplaatst |

Vrouwen
| atleet         | onderdeel | eerste ronde         | tweede ronde         | derde ronde          | kwartfinale          | halve finale         | finale / BM          | finale / BM    |
| atleet         | onderdeel | tegenstander uitslag | tegenstander uitslag | tegenstander uitslag | tegenstander uitslag | tegenstander uitslag | tegenstander uitslag | rang           |
| -------------- | --------- | -------------------- | -------------------- | -------------------- | -------------------- | -------------------- | -------------------- | -------------- |
| Maxine Esteban | floret    | bye                  | Ranvier V 7 - 15     | niet geplaatst       | niet geplaatst       | niet geplaatst       | niet geplaatst       | niet geplaatst |

### Taekwondo
Mannen
| atleet              | onderdeel | kwalificatie         | eerste ronde               | kwartfinale          | halve finale         | herkansing           | finale / BM          | finale / BM |
| atleet              | onderdeel | tegenstander uitslag | tegenstander uitslag       | tegenstander uitslag | tegenstander uitslag | tegenstander uitslag | tegenstander uitslag | rang        |
| ------------------- | --------- | -------------------- | -------------------------- | -------------------- | -------------------- | -------------------- | -------------------- | ----------- |
| Cheick Sallah Cissé | +80 kg    | n.v.t.               | EOR Mehdipournejad W 2 - 0 | Healy W 2 - 0        | Cunningham V 1 - 2   | bye                  | Sansores W 2 - 1     | Brons       |

Vrouwen
| atleet        | onderdeel | kwalificatie         | eerste ronde         | kwartfinale          | halve finale         | herkansing           | finale / BM          | finale / BM    |
| atleet        | onderdeel | tegenstander uitslag | tegenstander uitslag | tegenstander uitslag | tegenstander uitslag | tegenstander uitslag | tegenstander uitslag | rang           |
| ------------- | --------- | -------------------- | -------------------- | -------------------- | -------------------- | -------------------- | -------------------- | -------------- |
| Ruth Gbagbi   | -67 kg    | n.v.t.               | Márton V 1 - 2       | niet geplaatst       | niet geplaatst       | Teachout V 1 - 2     | niet geplaatst       | niet geplaatst |
| Astan Bathily | +67 kg    | n.v.t.               | Osipova V 1 - 2      | niet geplaatst       | niet geplaatst       | McGowan V 0 - 2      | niet geplaatst       | niet geplaatst |